# Teratoleptura
Teratoleptura is een kevergeslacht uit de familie van de boktorren (Cerambycidae). De wetenschappelijke naam van het geslacht werd voor het eerst geldig gepubliceerd in 2008 door Ohbayashi N..

## Soorten
Teratoleptura is monotypisch en omvat slechts de volgende soort:
- Teratoleptura mirabilis (Aurivillius, 1902)